# Günter Heyler

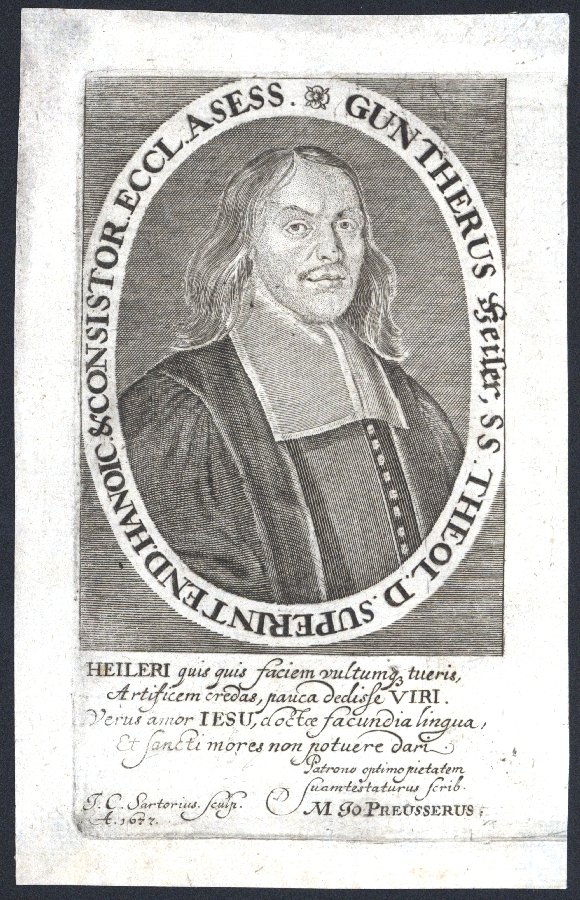
Günter Heyler

Günter Heyler (* 13. Januar 1645 in Halle (Saale); † 25. Oktober 1707 in Stargard in Pommern; auch Günther Heiler) war ein lutherischer Theologe und Generalsuperintendent in Pommern.

## Leben und Wirken
Günter Heyler wurde als Sohn des Amtsmanns Samuel Heyler und seiner Frau Agnes Schäffer in Halle (Saale) geboren. Er besuchte das Gymnasium in Halle und nahm im Jahre 1662 das Studium der Theologie an der Universität Leipzig auf. 1664 erwarb er den gradum magistri.
Heyler wurde 1666 Hofprediger in Birkenfeld und erwarb im Jahr 1668 die Doktorwürde der Universität Jena.
1670 wurde Günter Heyler Superintendent bei Anna Magdalena von Pfalz-Bischweiler in Buchsweiler im Elsass. Wegen des Krieges musste er mit ihr 1678 nach Straßburg und 1679 nach Hanau fliehen, wo er bis 1682 als Hofprediger amtierte.
Im Jahre 1682 übertrug man Heyler die Hauptpredigerstelle an der St. Johanniskirche zu Lüneburg.
1688 wurde er Generalsuperintendent von Pommern als Nachfolger von Sylvester Grabe. Mit Heyler, der ein Freund von Philipp Jacob Spener und August Hermann Francke war, trat ein pietistischer Theologe in die Leitung der pommerschen Kirche ein. Er ließ 1693 die erste hochdeutsche Bibel in Pommern drucken, ordnete katechetische Übungen in Pommern an und führte in Stargard die Adventspredigten in der dortigen St.-Johannis-Kirche ein.
Bis zu seinem Tode 1707 übte Günter Heyler das Generalsuperintendentenamt in Pommern aus. Sein Nachfolger wurde David Nerreter.
Heyler war seit 1669 mit Susanne Marie München, Tochter eines Senators in Frankfurt am Main, verheiratet.